# Хэми, Чарльз Напье
Чарльз Напье Хэми (24 мая 1841, Ньюкасл-апон-Тайн — 30 сентября 1917, Фалмут) — британский художник, представитель Ньюлинской школы.

## Биография
Хэми родился в музыкальной семье в Ньюкасле. Он обучался в государственной школе прикладного искусства в Ньюкасле, затем в Антверпенской академии художеств и в мастерской бельгийского художника барона Лейса. В 1870-х годах Хэми жил в Лондоне, а в 1881 году переехал в прибрежный город Фалмут в Корнуолле, где создал множество этюдов и пейзажей, по меньшей мере два из которых входят в коллекцию лондонской галереи Тейт.
Хеми был избран членом-корреспондентом британской Королевской академии художеств в 1898 году, и академиком — в 1910 году. Он также был удостоен звания члена-корреспондента (1890), а затем и действительно члена (1897) Королевского общества художников-акварелистов.
Чарльз Напье Хэми скончался в Фалмуте 30 сентября 1917 года. Сохранился его портрет, написанный Джоном Сингером Сарджентом и ныне хранящийся в Художественной галерее Фалмута. Братья Хэми, Бернард (1845–1913) и Томас (1852–1937), также были художниками, однако значительного успеха не достигли.

## Галерея
- Ожидание.
- Вдова.
- Возвращение домой.
- Мельница и запруда.
- Пирс Кловелли.
- Стервятники (жители побережья грабят жертв кораблекрушения и расхищают имущество с корабля).
- Срезание тростника.
- Улов сардин.